# Extreme Rising
La Extreme Rising è stata una federazione di wrestling statunitense, di proprietà di Shane Douglas, con sede a Filadelfia, in Pennsylvania.
La federazione è nata come una sorta di remake della ormai defunta Extreme Championship Wrestling. Dopo uno show iniziale, chiamato Extreme Reunion, nelle prime registrazioni del dicembre 2012, la federazione ha incoronato anche il suo primo campione, Steven Richards. A causa di problemi finanziari, la compagnia chiuse i battenti nel 2014.

## Titoli
| Titolo                                        | Campione        | Campione precedente | Data          | Luogo      |
| --------------------------------------------- | --------------- | ------------------- | ------------- | ---------- |
| Extreme Rising World Heavyweight Championship | Steven Richards | Inaugurale          | dicembre 2012 | Filadelfia |